# Journée des communes vaudoises
Pour les articles homonymes, voir JCV.
La Journée des communes vaudoises (JCV) est une rencontre, généralement un samedi, durant laquelle a lieu l'assemblée générale statutaire de l'Union des Communes Vaudoises (UCV) et une fête en l'honneur des autorités communales. 
Initiée à la fin de la Seconde Guerre mondiale, cette fête vaudoise réunit plus de 1 600 personnes chaque année au mois de juin. La Journée des communes vaudoises est inscrite au patrimoine immatériel du canton de Vaud.

## Présentation
La première partie, durant la matinée, est consacrée à l'Assemblée générale de l'UCV à laquelle participent les délégués de l'association faîtière, mais également les membres du Conseil d'État vaudois, les députés du Grand conseil vaudois et la presse. C'est l'occasion de faire le bilan sur l'année écoulée et de présenter les enjeux présents et futurs pour les communes vaudoises. La tradition veut également que le Gouvernement cantonal délivre un message aux élus communaux. 
Durant la seconde partie, la ou les communes hôtes de la Journée des communes vaudoises organisent un apéritif en fin de matinée, puis un dîner qui compte les autorités communales et leur administration, ainsi qu'une délégation des autorités cantonales et leurs administrations. C'est l'occasion pour les élus cantonaux et communaux de se rencontrer, d'échanger, de nouer des liens et de créer des contacts, notamment afin de mieux connaître le Canton de Vaud et de favoriser les collaborations et les échanges d'expérience. Cette journée, organisée par la commune hôte, généralement aidée par les sociétés locales, se déroule dans une ambiance conviviale, festive et patriotique jusqu'au soir.

## Liste des JCV
- 2005 : Crissier
- 2006 : Mézières
- 2007 : Aigle
- 2008 : Epalinges
- 2009 : Lausanne
- 2010 : Echallens
- 2011 : Champvent
- 2012 : Bourg-en-Lavaux
- 2013 : Montricher
- 2014 : Montreux
- 2015 : Avenches
- 2016 : Lonay
- 2017 : Chamblon et Treycovagnes
- 2018 : Bavois
- 2019 : Cossonay
- 2020 : Payerne (Annulée en raison du Covid-19)
- 2021 : Oron (Annulée en raison du Covid-19)
- 2022 : Chavornay
- 2023 : Montanaire et Boulens